# Lomnice nad Popelkou (stacja kolejowa)
Lomnice nad Popelkou – stacja kolejowa w Lomnicy nad Popelkou, w kraju libereckim, w Czechach. Znajduje się na wysokości 480 m n.p.m.
Jest zarządzana przez Správę železnic. Na stacji znajdują się kasy biletowe, na których istnieje możliwość zakupu biletów na wszystkie pociągi w tym międzynarodowe oraz rezerwacji miejsc.

## Linie kolejowe
- 064 Mladá Boleslav - Stará Paka